# Laban Chishala
Laban Chishala – zambijski piłkarz grający na pozycji obrońcy.

## Kariera klubowa
W swojej karierze piłkarskiej Chishala grał w klubie Green Buffaloes.

## Kariera reprezentacyjna
W reprezentacji Zambii Chishala zadebiutował w 1984 roku. W 1986 roku powołano go na Puchar Narodów Afryki 1986. Rozegrał na nim trzy mecze grupowe: z Kamerunem (2:3), z Algierią (0:0) i z Marokiem (0:1). W kadrze narodowej grał do 1987 roku.